# Ernst Neubach
Ernst Neubach (* 3. Januar 1900 in Wien, Österreich-Ungarn; † 21. Mai 1968 in München) war ein österreichischer Schriftsteller, Liedtexter, Drehbuchautor, Filmregisseur und Filmproduzent.

## Leben
Neubach war während des Ersten Weltkrieges von 1917 bis 1918 Kriegsteilnehmer. Danach lebte er als Conférencier in Österreich, der Schweiz und Deutschland. Dabei schrieb er über 2.000 Texte für Chansons und Schlager, darunter die Erfolgstitel Ein Lied geht um die Welt, Ich hab’ mein Herz in Heidelberg verloren (1925) und In einer kleinen Konditorei. Erfolgreiche Operettenlibretti waren unter anderem Kavalier Jack (1926, Musik: Carita von Horst), Ich hab mein Herz in Heidelberg verloren (1927, Musik: Fred Raymond, nach dem gleichnamigen Lied) und Hotel Stadt Lemberg (1929, Musik: Jean Gilbert).
Mit Anbruch des Tonfilmzeitalters begann er Drehbücher zu schreiben, fast durchweg zu Musikkomödien. Ungewöhnlich war lediglich sein Beitrag zu der Filmbiografie über den Sänger Joseph Schmidt in Ein Lied geht um die Welt. Nach der Machtergreifung der Nationalsozialisten 1933 hielt er sich meist in Wien auf. Am 9. März 1937 wurde er Mitglied der Vaterländischen Front.
Nach dem so genannten Anschluss Österreichs emigrierte der aus einer jüdischen Familie stammende Neubach nach Frankreich. Dort lieferte er 1938/39 einige Beiträge als Drehbuchautor. Als Mitglied der Fremdenlegion tat er 1940/41 Dienst in Nordafrika. Am 29. September 1942 flüchtete er in die Schweiz, um der drohenden Deportation zu entkommen. Bis drei Monate nach Kriegsende blieb er in der Schweiz als Privatinternierter in einem Hotel in Zollikon.
Im August 1945 ging er nach Frankreich. Er arbeitete wieder als Drehbuchautor und führte 1948 bei dem Psychodrama Rote Signale erstmals allein Regie. 1952 kam er wieder nach Deutschland, wo er als Drehbuchautor bald Anschluss an die bundesdeutsche Filmszene fand. Er gründete in München seine Neubach-Film G.m.b.H., mit der er ab 1955 seine Filme selbst produzierte.
Von Neubach stammt der Text für das Trinklied Im Himmel gibt’s kein Bier.
Neubach war in erster Ehe von 1930 bis zur Scheidung im Juli 1945 mit Hertha Helene Langer, die eine Wiener Schönheitskönigin war, verheiratet. Mit seiner zweiten Ehefrau, der Schweizerin Margarete Jenni, hatte er eine Tochter.

## Filmografie (als Drehbuchautor)
- 1930: Königin einer Nacht
- 1930: Wien, du Stadt der Lieder
- 1930: Ein Burschenlied aus Heidelberg
- 1930: Die zärtlichen Verwandten
- 1931: Wochenend im Paradies
- 1931: Kasernenzauber
- 1931: Der Liebesarzt
- 1931: In Wien hab’ ich einmal ein Mädel geliebt
- 1932: Johann Strauss, k. u. k. Hofkapellmeister
- 1932: Trenck (auch Regie)
- 1933: Keinen Tag ohne Dich / Wovon soll der Schornstein rauchen?
- 1933: Ein Lied geht um die Welt
- 1933: Wenn du jung bist, gehört dir die Welt
- 1934: My Song Goes Round the World
- 1935: Ein Walzer um den Stephansturm (Sylvia und ihr Chauffeur) (Produktion)
- 1934: Vorstadtvarieté  (auch Produktion)
- 1936: Schatten der Vergangenheit (Produktion)
- 1940: Serenade
- 1946: Der blinde Engel (La Foire aux chimères)
- 1947: Eine Nacht im Tabarin (Une Nuit à Tabarin)
- 1947: Angelockt (Lured)
- 1949: Rote Signale (Le Signal rouge)
- 1951: Les mémoires de la vache Yolande
- 1952: Ich hab’ mein Herz in Heidelberg verloren (auch Regie)
- 1952: Man lebt nur einmal (Regie)
- 1953: Tourbillon
- 1954: Meine Schwester und ich
- 1954: Große Star-Parade
- 1955: Ich weiß, wofür ich lebe
- 1955: Die Wirtin an der Lahn
- 1956: Die Fischerin vom Bodensee (Produktion)
- 1957: Tante Wanda aus Uganda (auch Produktion)
- 1957: Die Prinzessin von St. Wolfgang
- 1957: Der Kaiser und das Wäschermädel (auch Regie)
- 1957: Wetterleuchten um Maria (Produktion)
- 1958: Ein Lied geht um die Welt (auch Produktion)
- 1959: Laß mich am Sonntag nicht allein (auch Produktion)
- 1960: Die Rote Hand (auch Produktion)
- 1964: Einer frißt den anderen (Produktion)
- 1964: 90 Nächte und ein Tag (Sette contro la morte; Produktion)
- 1966: Sperrbezirk (Produktion und Schauspieler)

- Ernst Neubach, Schlagertexte: Du bist das süßeste Mädel der Welt. (1929, Musik: Werner Richard Heymann), Ein Burschenlied aus Heidelberg (1930, Musik von Hans May) und Heut’ ist der schönste Tag in meinem Leben (1936, Musik von Hans May)
- Drehbuch von Neubach und Hochbaum: Vorstadtvariété (1934)

## Literarische Werke
- Ernst Neubach: Flugsand. Dokumentarischer Roman eines Heimatlosen. Pan-verlag, 1945. 436 S. OCLC 18012147
- Ernst Neubach: Mein Freund [Albert] Göring. In: Aktuell. Deutsches Wochenmagazin, München: 24. Febr. 1962, S. 20–22 u. 27